# Manticle
Manticle (en grec antic Μάντικλος Mántiklos) va ser un endeví grec originari de Messènia que visqué cap als segles VI-V aC. Era fill del també endeví Teocle, i membre de la família dels Iàmides. Pausànias parla d'ell quan explica la Tercera guerra messènica (cap al 490 aC), però alguns estudiosos dubten de la seva historicitat.
Segons Pausànias, Manticle va tenir un paper destacat durant l'assetjament del Mont Ira pels espartans als últims mesos de la guerra. Va ser, al costat del seu pare, un dels primers que es va llençar contra els enemics. Més tard, quan els messenis es retiraven, el rei Aristòmenes va posar com a caps de grup al seu fill Gorgos i a Manticle. Acabada la guerra, tots dos van ser posats pel rei al davant d'una expedició de messenis per establir-se fora del Peloponès. Des del mont Cilene, Gorge i Manticle van proposar rutes diferents. Gorgos, com a príncep, volia apoderar-se de Zacint, però Manticle, com a endeví, proposava oblidar Messènia i l'odi cap als espartans i navegar fins a Sardenya.
Però Anaxilau, tirà de Règion, els va proposar que s'instal·lessin a Zancle, a Sicília, a canvi que l'ajudessin a expulsar els seus habitants. Quan els zancleus, atacats per terra pels messenis i per mar pels de Règion, es van refugiar als altars i santuaris dels déus, Anaxilau va donar ordre als messenis que matessin tots els homes i que les dones i els nens fossin venuts com a esclaus. Gorgos i Manticle van demanar al tirà que no els obligués a fer els mateixos crims que els espartans els havien fet a ells. Manticle va predir greus successos si ho feien així. Zancleus i messenis van viure en pau i la ciutat va anomenar-se Messene. Manticle va fer aixecar, fora de les muralles de la ciutat, el santuari d'Hèracles Manticle.